# Aloencyrtus obscuratus
Aloencyrtus obscuratus är en stekelart som först beskrevs av James Waterston 1917.  Aloencyrtus obscuratus ingår i släktet Aloencyrtus och familjen sköldlussteklar. Inga underarter finns listade i Catalogue of Life.